# Rebekka Kadijk
Rebekka De Kogel-Kadijk (Werkendam, 16 de junho de 1979) é uma ex-voleibolista indoor e jogadora de vôlei de praia neerlandesa, medalhista de prata no Campeonato Europeu nos anos de 1998, 2002, 2005 e 2006, Grécia, Suíca, Rússia e Países Baixos, respectivamene, e de bronze em 2000 na Espanha.

## Carreira
No desporto, ela iniciou no voleibol de quadra (indoor) e começou sua carreira em 1992, depois de um ano no Foranto Werkendam jornada 1992-93, um time local, transferiu-se para o Sliedrecht Sport que estava na elite nacional nas temporadas 1993 a 1997. No ano de 1995 representou a seleção nacional na categoria juvenil, e em 1997-98 foi atuar no time belga do Cornix Schelle, na temporada 2000-01 foi repatriada pelo AMVJ Amstelveen. Depois concentrou-se no voleibol de praia, foi nove vezes campeã nacional nos anos de 1997 a 2002, 2004, 2005 e 2006, sendo a Rainha da Praia em 2002.
Em 1997, na praia, estreou no Circuito Mundial ao lado de sua irmã Debora Schoon-Kadijk no Aberto de Marselha, e neste terminaram no nono lugar, finalizaram em sétimo no Aberto de Espinho e em décimo sétimo no Aberto de Salvador, e tiveram o nono lugar no Campeonato Mundial de Los Angeles. Juntas conquistaram a medalha de prata no Campeonato Europeu de Voleibol de Praia de 1998 na cidade de Rodes.
Ainda em 1998, disputaram o Circuito Mundial, terminando no décimo sétimo posto nos Abertos Vasto e Toronto, em nono nos Abertos do Rio de Janeiro, Espinho e Marselha, e em sétimo no Aberto de Salvador e quinto no de Osaka. Estiveram juntas na temporada seguinte, terminaram em quinto lugar no Campeonato Europeu de Voleibol de Praia de 1999 em Palma de Maiorca, finalizaram em nono lugar no Campeonato Mundial de Marselha, e estiveram no Circuito Mundial, terminando no décimo sétimo posto no Aberto de Dalian, décimo terceiro posto Aberto de Salvador, em nono nos Abertos de Espinho e Osaka, e o sétimo lugar no Aberto de Toronto e Acapulco. E neste ano terminaram em sétimo no torneio internacional Bank of America/US Olympic Cup  em San Diego, Estados Unidos.
No ano de 2000, esteve com Debora Schoon-Kadijk e conquistaram a medalha de bronze no Campeonato Europeu de Voleibol de Praia nas cidades de Guecho e Bilbau,terminando no décimo terceiro  lugar no Aberto de Berlim, em décimo sétimo posto nos Abertos de Vitória, Rosarito, Cagliari, Toronto e Marselha, assim como no Grand Slam de Chicago e o quinto posto no Grand Slam de Gstaad, e competiu no Aberto de Espinho com Marieke Veldhuizen.
Em 2000 disputou os Jogos Olímpicos de Sydney ao lado de Debora Schoon-Kadijk e terminaram décimo nono lugar. A partir de 2001, passou a formar dupla com Marrit Leenstra obteve o quarto lugar no Campeonato Europeu de 2001 na cidade de Jesolo, finalizaram no décimo sétimo posto no Campeonato Mundial de Klagenfurt, mesmo posto obtido nos Abertos de Cagliari, Gran Canaria e Espinho, décimo terceiro lugar no Aberto de Gstaad e nos Jogos da Boa Vontade de 2001 em Brisbane, e ainda nono posto no Grand Slam de Marselha e em sétimo lugar em Hong Kong, finalizaram em quarto lugar no Aberto de Fortaleza.   
Em 2002, esteve com Marrit Leenstra e foram medalistas de prata no Campeonato Europeu de Voleibol de Praia na Basileia, no Circuito Mundial finalizaram no décimo sétimo posto nos Abertos de Stavanger e Vitória,nono lugar nos Abertos de Madrid e Montreal, como no Grand Slam de Marselha, quinto posto no Grand Slam de Klagenfurt e no Aberto de Maiorca, e foram quartas colocadas nos Abertos de Rodes e Osaka. 
Com Marrit Leenstra foi semifinalista no Campeonato Europeu de Voleibol de Praia de 2003 em Alânia e no Campeonato Mundial do Rio de Janeiro e  finalizaram no décimo sétimo posto, mesmo posto obtido no circuito mundial no Aberto de Osaka e nos Grand Slams de Klagenfurt e Los Angeles, o nono lugar  no Grand Slam de Marselha e nos Abertos de Rodes e Stavanger, em quinto lugar no Aberto de Gstaad e no Grand Slam de Berlim, terminaram em quarto lugar no Aberto de Milão, e obtiveram a primeira medalha de ouro no Aberto de Lianyungang.
Em Atenas, disputou os Jogos Olímpicos de 2004 ao lado de Marrit Leenstra e terminaram no décimo nono lugar
e ainda o circuito mundial e finalizaram no décimo sétimo posto no Aberto de Maiorca, finalizaram no décimo terceiro nos Abertos Rodes, Milão e Rio de Janeiro, no nono lugar no Grand Slam de Klagenfurt e nos Abertos de Xangai e Stavanger e  ainda terminaram no sétimo posto  no Grand Slam de Berlim.
Em 2005, ela competiu com Merel Mooren e conquistaram a medalha de prata no Campeonato Europeu  de 2005 em Moscou e terminaram no sétimo posto no Campeonato Mundial em Berlim. No Circuito Mundial de 2005, finalizaram no décimo sétimo posto nos Abertos de Gstaad e Salvador, no décimo terceiro posto no Aberto de Osaka, no nono posto no Grand Slam de Klagenfurt e nos Abertos de Milão, Espinho e Acapulco, ainda em sétimo lugar no Aberto de Bali e o quinto lugar nos Grand Slams de Stavanger e Paris, assim como nos Abertos de Xangai e Atenas. 
Em 2006, continuou com Merel Mooren e obtiveram a medalha de prata no Campeonato Europeu de Voleibol de Praia de Haia, no circuito mundial terminaram nos Grand Slams de Stavanger e Paris, como nos Abertos de Varsóvia, Porto Santo e Acapulco,  no décimo terceiro posto no Aberto de Vitória, o nono posto no Aberto de Módena, no sétimo lugar no Grand Slam de Gstaad e nos Abertos Atenas e Marselha e Phuket.
No Campeonato Europeu de 2007 em Valência juntamente com Merel Mooren terminaram no nono lugar, finalizaram no trigésimo sétimo lugar no Campeonato Mundial de Gstaad, e pelo circuito mundial, conquistaram o décimo sétimo posto no Aberto de Seul e no Grand Slam de Berlim, o nono posto nos Grand Slams de Paris e Stavanger,  no sétimo lugar noa Abertos de Sentosa e Montreal. 
Na parceria com Merel Mooren, terminou no décimo nono lugar nos Jogos Olímpicos de Verão de 2008 e em nono lugar no Campeonato Europeu de Voleibol de Praia de 2008 em Hamburgo, no correspondente circuito mundial, conquistaram o décimo sétimo posto nos Abertos de Barcelona e Marselha,  e ainda foram nona colocadas no Grand Slam de Paris, sendo os melhores resultados do dueto na jornada e anunciou que deixaria a modalidade em 21 de outubro de 2008, dedicar aos estudos e casou-se com jogador de vôlei de praia Richard De Kogel.
Em 2010, retomou a carreira e fez novamente parceria com Merel Mooren e terminaram em nono lugar no Aberto de Haia. Na Campeonato Mundial de 2011, em Roma, conquistaram o décimo sétimo posto e o mesmo posto no Aberto de Xangai, e conquistaram o décimo sétimo posto o Aberto de Haia. Em 2013  competiu ao lado de Laura Bloem e conquistaram no circuito nacional a etapa de Hechtel, o segundo lugar em  Vlissingen e Vrouwenpolder, obtiveram o vigésimo primeiro lugar no Masters de Baden. o décimo terceiro posto na etapa Satélite de Montpellier, ainda no Campeonato Mundial de 2013 em  Stare Jabłonki , finalizaram no décimo sétimo lugar. No ano de 2014, estve com Jolien Sinnema e conquistaram a etapa de Bergen op Zoom.

## Títulos e resultados
- Aberto de Lianyungang do Circuito Mundial de Vôlei de Praia de 2003
- Aberto de Milão do Circuito Mundial de Vôlei de Praia de 2003
- Aberto de Osaka do Circuito Mundial de Vôlei de Praia de 2002
- Aberto de Rodes do Circuito Mundial de Vôlei de Praia de 2002
- Aberto de Fortaleza do Circuito Mundial de Vôlei de Praia de 2001
- Campeonato Europeu de Vôlei de Praia de 2003
- Campeonato Europeu de Vôlei de Praia de 2001